# Dymokury
Dymokury är en ort i Tjeckien.   Den ligger i regionen Mellersta Böhmen, i den centrala delen av landet, 60 km öster om huvudstaden Prag. Dymokury ligger 212 meter över havet och antalet invånare är 779.
Terrängen runt Dymokury är platt. Runt Dymokury är det ganska glesbefolkat, med 45 invånare per kvadratkilometer. Närmaste större samhälle är Nymburk, 13,2 km sydväst om Dymokury. Trakten runt Dymokury består till största delen av jordbruksmark.